# Ivan Jirko
Ivan Jirko (født 7. oktober 1926 i Prag - død 20. august 1978 i Dobříš, Tjekkiet) var en tjekkisk komponist, psykiater, lærer og kritiker.
Jirko studerede medicin på Prags Universitet, og komposition privat hos bl.a. Pavel Borkovec. Han har skrevet tre symfonier, orkesterværker, kammermusik, operaer, koncertmusik, vokalmusik, strygerkvartetter, sonater etc. Jirko arbejdede ved siden af sin komponistvirksomhed som psykiater og musikkritiker for Prag Avis. Han blev senere lærer i komposition på Prags Akademi for udøvende Kunst, og dramatiker på det Nationale Teater i Prag.

## Udvalgte værker
- Symfoni nr. 1 (1957) - for orkester
- Symfoni nr. 2 "År 1945" - (1962) (tilbagetrukket) - for orkester
- Symfoni nr. 3 (1976-1977) - for orkester
- 4 Klaverkoncerter (?) - for klaver og orkester